# Trommelstokvingers

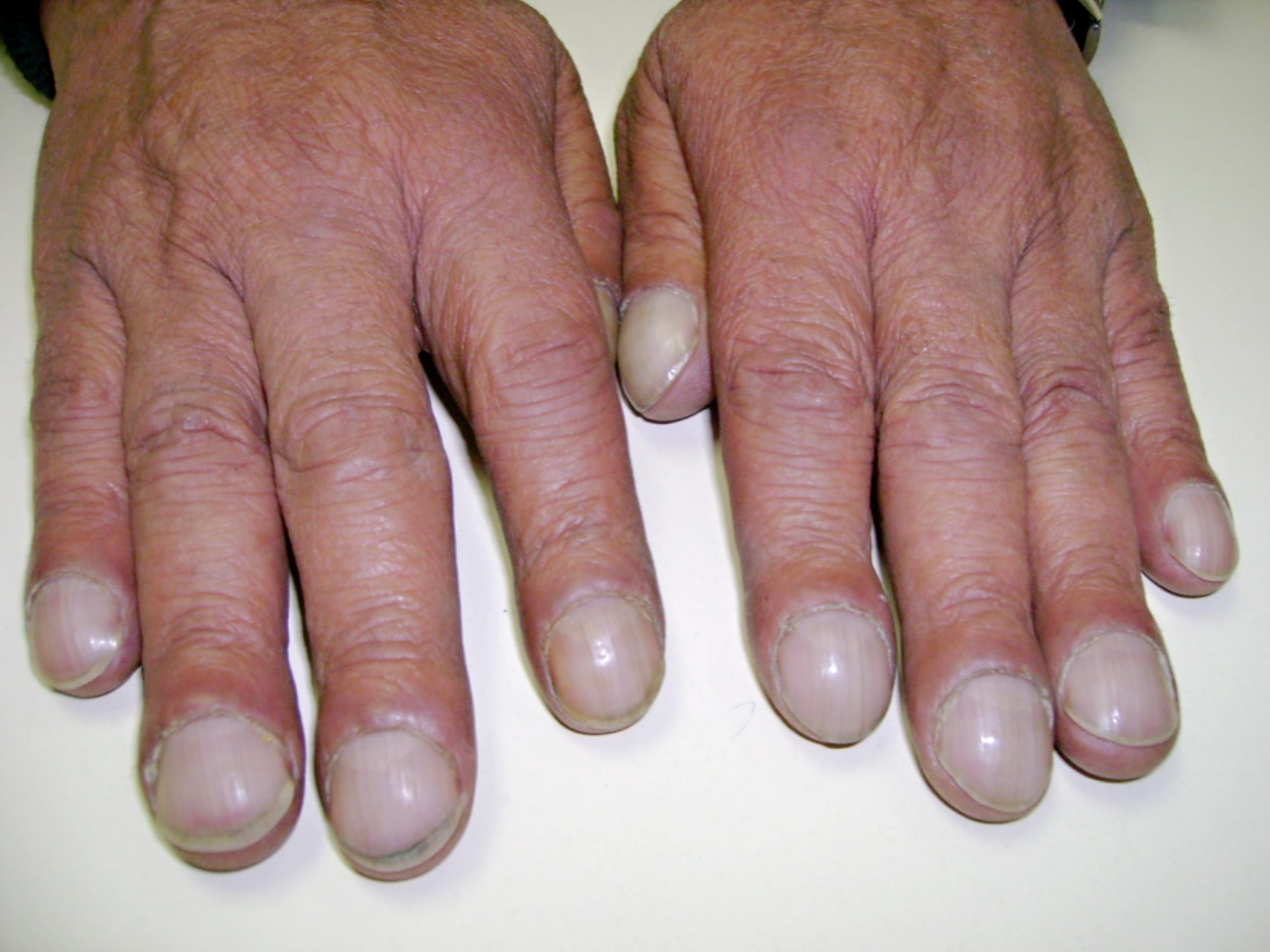
Trommelstokvingers

Trommelstokvingers of horlogeglasnagels is een vervorming van het uiteinde van de vingers. De vingertoppen zijn verdikt, de nagelriemen verdwijnen en de nagels lopen bol om de vingertoppen heen.
Trommelstokvingers komen voor als verschijnsel bij afwijkingen aan longen (zoals onder andere IPF), hart of grote bloedvaten en lever. Er komt daardoor te weinig zuurstof in die delen van het lichaam die het verst van het hart liggen, zoals de vingers. Waarschijnlijk heeft dit zuurstofgebrek te maken met het ontstaan van de afwijking.

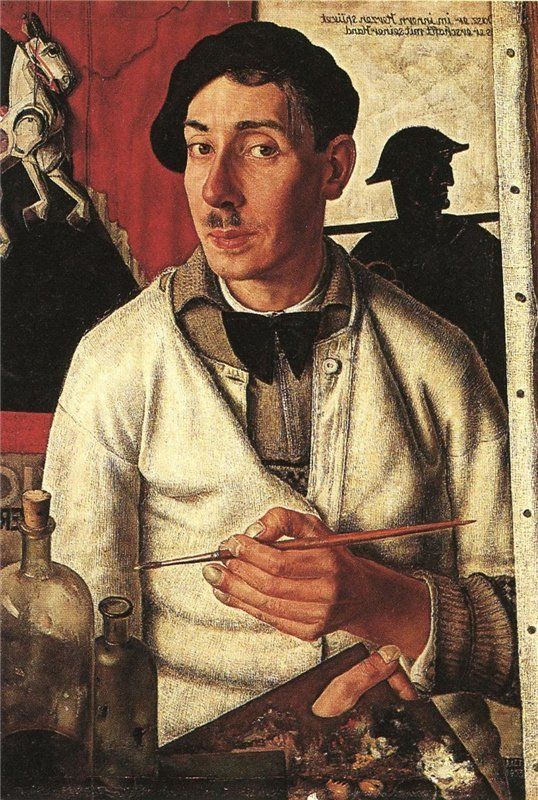
Zelfportret van Dick Ket met aan beide handen trommelstokvingers.

De schilder Dick Ket leed aan trommelstokvingers en beeldde dat af in zijn zelfportretten.